# Mariss Jansons
Mariss Jansons (Riga, 14 gennaio 1943 – San Pietroburgo, 1º dicembre 2019) è stato un direttore d'orchestra lettone.

## Biografia
Figlio del direttore d'orchestra Arvīds Jansons e della cantante d'opera Iraida Jansons, di origine ebraica, Mariss viene partorito in un nascondiglio a Riga dopo che il nonno e lo zio materni furono uccisi nel ghetto della città.
Da bambino inizia lo studio del violino con suo padre, il quale vince nel 1946 il secondo premio in un concorso nazionale e viene scelto da Evgenij Mravinskij come assistente all'Orchestra Filarmonica di Leningrado. Quando la sua famiglia lo raggiunge nel 1956, il giovane Mariss viene ammesso al Conservatorio di Leningrado, dove studia pianoforte e direzione d'orchestra, nonostante l'insistenza del padre a continuare violino. Nel 1969 prosegue i suoi studi a Vienna con Hans Swarowsky e a Salisburgo con Herbert von Karajan, che lo invita a diventare suo assistente nell'orchestra dei Berliner Philharmoniker, ma le autorità sovietiche gli impediscono di espatriare.. Diviene allievo anche del direttore Evgeny Mravinsky.
Nel 1973, Jansons viene nominato direttore associato della Filarmonica di Leningrado, oggi di San Pietroburgo.
Nel 1979 è designato alla direzione musicale dell'Orchestra Filarmonica di Oslo, con la quale si esibisce e incide con intensità fino al 2002.
Nel 1981 dirige la prima esecuzione assoluta nell'Østland Musikkonservatorium di Oslo di "Pedagogisk Ouverture" di Olav Anton Thommessen, nel 1982 nel National Teater di Oslo di "Brunnen" di Egil Hovland, nel 1983 la prima televisiva postuma nella Norsk rikskringkasting di Oslo di "Paa Vidderne" di Frederick Delius e nel 1988 nell'Østland Musikkonservatorium di Oslo di "The Great Attractor" di Olav Anton Thommessen.
Jansons si dimette da quell'incarico nel 2000 dopo contrasti con la città a proposito dell'acustica dell'Oslo Konserthus
A Salisburgo dirige nel 1990 un concerto con la Oslo Philharmonic (Oslo-Filharmonien) e Radu Lupu, nel 1992 con la Saint Petersburg Philharmonic Orchestra, nel 1993 un concerto con Yuri Bashmet, nel 1994 un concerto con i Wiener Philharmoniker, nel 1995 e nel 1997 due concerti, nel 1998 un concerto, nel 1999 un concerto con la Pittsburgh Symphony Orchestra, nel 2002 tre concerti, nel 2003 tre concerti, nel 2006 un concerto con la Orchestra reale del Concertgebouw ed Alfred Brendel e la Sinfonia n. 6 (Mahler), nel 2007 un concerto con la Symphonieorchester ed il Coro della Bayerischer Rundfunk, nel 2008 un concerto con Elīna Garanča, nel 2009 un concerto, nel 2010 un concerto con Ferruccio Furlanetto, nel 2011 due concerti con Lang Lang e nel 2012 un concerto con Leōnidas Kavakos ed uno con Nina Stemme.
Nel 1992, Jansons viene nominato direttore ospite principale della London Philharmonic Orchestra.
Al Teatro alla Scala di Milano nel 1992 dirige tre concerti.
Nel 1997 è direttore musicale della Pittsburgh Symphony Orchestra. Il suo contratto iniziale durava tre anni, ma i suoi rinnovamenti successivi erano annuali. Nel giugno 2002 dichiara l'intenzione di voler lasciare l'orchestra nel 2004.
Nell'aprile 1996 a Oslo, Jansons rischia seriamente la vita durante la conduzione delle ultime pagine della Bohème in seguito ad un infarto. Scampato il pericolo, il direttore d'orchestra lettone si prende una pausa per la riabilitazione in Svizzera. Più tardi, un'équipe di chirurghi a Pittsburgh gli impianta un defibrillatore nel torace: Nel caso di un altro infarto, questo impianto gli avrebbe dato una scossa elettrica. I suoi problemi cardiaci sono congeniti: Nel 1984 Arvīds Jansons, suo padre, muore dirigendo la Hallé Orchestra. Mariss Jansons dichiarò di soffrire molto il jet lag e questa fu una delle ragioni che lo convinsero a lasciare gli Stati Uniti.
All'inizio della stagione musicale 2003-2004, Jansons ottenne la direzione dell'Orchestra sinfonica della Radio Bavarese (BRSO), per un contratto iniziale di tre anni.. Il suo ingaggio con la BRSO è per 10 settimane ogni stagione. Nel settembre 2006, Jansons estende il suo iniziale contratto con la BSO fino all'agosto 2009. Nel luglio 2007 lo estende ulteriormente, fino al 2012.
Nell'ottobre 2002 Jansons diventa il sesto direttore dell'Orchestra reale del Concertgebouw (KCO) di Amsterdam, ma in effettivo dal 1º settembre 2004, quando succede a Riccardo Chailly rimanendo fino al 2015.
Al Teatro La Fenice di Venezia nel 2003 dirige in concerto i Wiener Philharmoniker.
Nel 2006, Mariss Jansons dirige il Concerto di Capodanno di Vienna.
Ancora alla Scala nel 2007 dirige in concerto la Symphonie Orchester des Bayerischen Rundfunks e nel 2008 la Royal Concertgebouw Orchestra.
Nell'ottobre 2007, Jansons, che era luterano, dirige la Nona Sinfonia di Beethoven con l'Orchestra sinfonica della Radio Bavarese per Papa Benedetto XVI e altri 7000 presenti all'Auditorio Paolo VI. Il concerto viene trasmesso in Mondovisione.
Il 1º gennaio 2012 torna invece sul podio dei Wiener Philharmoniker per dirigere nuovamente il Concerto di Capodanno di Vienna ed in settembre dirige Ein deutsches Requiem al Concertgebouw.
Nel 2015 dirige lo Stabat Mater (Dvořák) con l'Orchestra sinfonica della Radio Bavarese a Lucerna.
In occasione dei concerti di Capodanno del 2016 ha ricoperto per la terza volta tale incarico.
Nel 2018 è stato nominato membro onorario dei Berliner Philharmoniker.
Nell'aprile 2019 ha ricevuto il Premio Herbert von Karajan al Festival di Pasqua di Salisburgo. Da anni era alla guida della Bavarian Radio Symphony Orchestra di Monaco. Le sue registrazioni più note riguardano, in particolare, le sinfonie di Mahler per cui era celeberrimo, e la musica di Strauss; secondo i critici fu ineguagliabile per la capacità di collocare precisamente i musicisti nell'orchestra.
È morto a San Pietroburgo il 1 dicembre 2019.

## Vita privata
Jansons si è sposato due volte. La sua prima moglie, di nome Ira, gli diede una figlia, Ilona, ora pianista al teatro Mariinsky. Il primo matrimonio finisce durante la permanenza di Jansons a Oslo. Si è sposato in seconde nozze con Irina, una logopedista, a San Pietroburgo.

## Discografia parziale
- Berlioz - Orchestral Works - Mariss Jansons/Royal Concertgebouw Orchestra, 1992 EMI/Warner
- Dvorak: Symphony No 5 - Oslo Philharmonic Orchestra/Mariss Jansons, 2004 Warner
- Dvorák: Symphonies 5 & 7-9 - Mariss Jansons/Oslo Philharmonic Orchestra, 2007 EMI/Warner
- Dvorák/Tchaikovsky - Works for Cello & Orchestra - Mariss Jansons/Oslo Philharmonic Orchestra/Truls Mørk, 1993 Erato/Warner
- Grieg: Piano Concerto - EP - Leif Ove Andsnes/Berliner Philharmoniker/Mariss Jansons, 2010 EMI/Warner
- Haydn: Sinfonien Nr. 100 & 104, Sinfonia Concertante - Mariss Jansons/Bavarian Radio Symphony Orchestra, 2008 SONY BMG
- Mahler: Symphony No. 9 in D Major - SYMPHONIEORCHESTER DES BAYERISCHEN RUNDFUNKS
- Rachmaninov: Complete Piano Concertos - Mariss Jansons,  2011 EMI/Warner
- Rachmaninov: Symphony No. 3, Op. 44 & Symphonic Dances, Op. 45 - Mariss Jansons/St Petersburg Philharmonic Orchestra, 1993 EMI/Warner
- Rachmaninov: Orchestral Works - Mariss Jansons/St Petersburg Philharmonic Orchestra, 1994 EMI/Warner
- Shostakovich, Symphony No. 13 - Chor des Bayerischen Rundfunks, Mariss Jansons, Sergei Aleksashkin & Symphonieorchester des Bayerischen Rundfunks - Grammy Award for Best Orchestral Performance 2006
- Shostakovich: Symphony No. 7, "Leningrad" - Royal Concertgebouw Orchestra/Mariss Jansons, 2014 RCO Live
- Shostakovich: Symphony No. 4 - Mariss Jansons/Bavarian Radio Symphony Orchestra, 2004 EMI/Warner
- Shostakovich: Concerto for Piano, Trumpet, Strings/Piano Concerto No. 2/Symphony No. 1 - Berliner Philharmoniker/Mariss Jansons/Mikhail Rudy, 2003 EMI/Warner
- Shostakovich: Symphonies 1 & 10 - Concerto for Piano, Trumpet, Strings - Songs & Dances of Death - Mariss Jansons, 2002 EMI/Warner
- Shostakovich: Symphonies 3 & 14 - Chor des Bayerischen Rundfunks/Mariss Jansons/Bavarian Radio Symphony Orchestra, 2006 EMI/Warner
- Sibelius : Symphonies 2, 3, 5 - Mariss Jansons, 2002 EMI/Warner
- Sibelius & Mendelssohn: Violin Concertos - Mariss Jansons/Sarah Chang, 1998 EMI/Warner
- Stravinsky: The Rite of Spring/Petrushka - Oslo Philharmonic Orchestra/Mariss Jansons, 1993 EMI/Warner
- Tchaikovsky: Symphony No. 6, "Pathetique" - Mariss Jansons/Oslo Philharmonic Orchestra, 1986 Chandos
- Wagner: Overtures and Preludes from the Operas - Oslo Philharmonic Orchestra/Mariss Jansons, 2005 Warner
- Wiener Philharmoniker, Mariss Jansons – New Year's Concert 2006 - Deutsche Grammophon - prima posizione in Austria
- New Year's Concert 2012, Mariss Jansons & Wiener Philharmoniker - Sony - prima posizione in Austria e nona in Svizzera
- New Year's Concert 2016, Mariss Jansons & Vienna Philharmonic Orchestra - Sony - prima posizione in Austria, ottava in Svizzera e decima in Germania

## DVD parziale
- Tchaikovsky: Eugene Onegin - Bo Skovhus/Chorus of De Nederlandse Opera/Royal Concertgebouw Orchestra Amsterdam, 2012